# Chiadma
Les Chiadma sont une tribu arabo-berbère,, composée d'un élément arabe, et d'un élément berbère (fractions Regraga et Meskala) établie sur la côte atlantique du Maroc dans la région entre Safi et Essaouira.

## Origines
Les Chiadma résulte d'une greffe de plusieurs fractions d'origines diverses, arabes comme berbères, parmi les fractions d'ascendance berbères ce trouve les Regraga et les Heskala. D'autres fractions sont d'origines arabes, remontant à un mélange entre des clans d'ascendance Hilaliennes, Jochemites et Maaqilites.

### Regraga
Les Regraga sont les habitants de Chiadma. Les Regraga berbères étaient les descendants des 7 saints apôtres de l'islam. Le mythe fondateur raconte que les saints amazighs se sont rendus à La Mecque pour rencontrer le prophète Mahomet. Ils étaient chrétiens disciples de Jésus, mais attendaient l'arrivée d'un dernier prophète. Ils sont allés voir le messager de Dieu pour se convertir à l'Islam. En effet, le prophète a spontanément compris la langue amazighe dans laquelle ils parlaient. Cependant, sa fille Fatima ne comprenait pas un mot de cette langue inconnue, qu’elle décrivait comme une rejraja, c'est-à-dire « qui bredouille ». Le Prophète dit à sa fille : « Vous venez de leur donnez simplement leur nom ». Il leur a alors demandé de retourner au Maghreb pour apporter et propager l'Islam. Les sept saints ont obéi et sont retournés dans leur pays amazigh avec un oracle du prophète Mahomet. 
Les tribus se sont converties en masse et la réputation de Regraga s'est largement répandue, et bien avant les premières conquêtes arabo-musulmane historiquement attestées. Ils avaient acquis le titre et le prestige des Compagnons du Prophète (sahaba). Chaque année, les sept saints guerriers visitent les tribus de la région pour s'assurer qu'ils ne pratiquent pas l'apostasie (c'est l'origine de Daour).
Les sept saints sont :
1. Sidi Ouasmine
2. Sidi Boubker Ben Ashemas
3. Sidi Salah Ben Boubker
4. Sidi Abdallah Ben Salah
5. Sidi Aïssa Bou Khabia
6. Sidi Yala Ben Ouatil
7. Sidi Saïd Sabek

## Célébrations
Laâroussa Chta

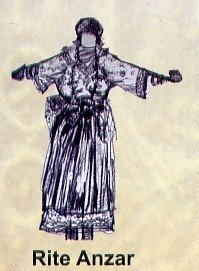

À la campagne en période de sécheresse, il est de tradition de porter dans les champs une marionnette blanche à fleurs nommée Laâroussa Chta (Laâroussa = la mariée/Chta = pluie). Il s'agit d'une tradition d'origine berbère appelée en tamazight Tislit n Unzar.
Daour (tour)
Chaque printemps,ils effectuent un pèlerinage en 39 jours sur les tombes de 44 saints. Il commence à zaouia de Sidi Ali Ben Bouali et se termine à Sidi Messaoud Boutritiche.
Khaïma
Une tente sacrée de couleur rouge est transportée à l'arrière d'un dromadaire représentant l'ensemble des 13 Regraga Zaouias.Les mqadems (chefs) de leurs zaouias utilisent la tente pour recevoir les visiteurs et leur faire baraka (bénédiction).

## 13 Regraga Zaouias (correspondant au 13 territoires ou tribus)
1. Akarmoud (Le chef des Regraga Akarmoud est considéré comme le chef de tous les Regraga)
2. Ait Sidi Baâzzi (Le dromadaire qui transporte la Khaïma est guidé par un membre de cette zaouia)
3. Retnana
4. Taourirte
5. Boulaâlam
6. Talmeste
7. Tikten
8. Ahgissi
9. Marzoug
10. Mramer
11. Loukrate
12. Mzilate
13. Sekiyate